# Reflujo del lactante

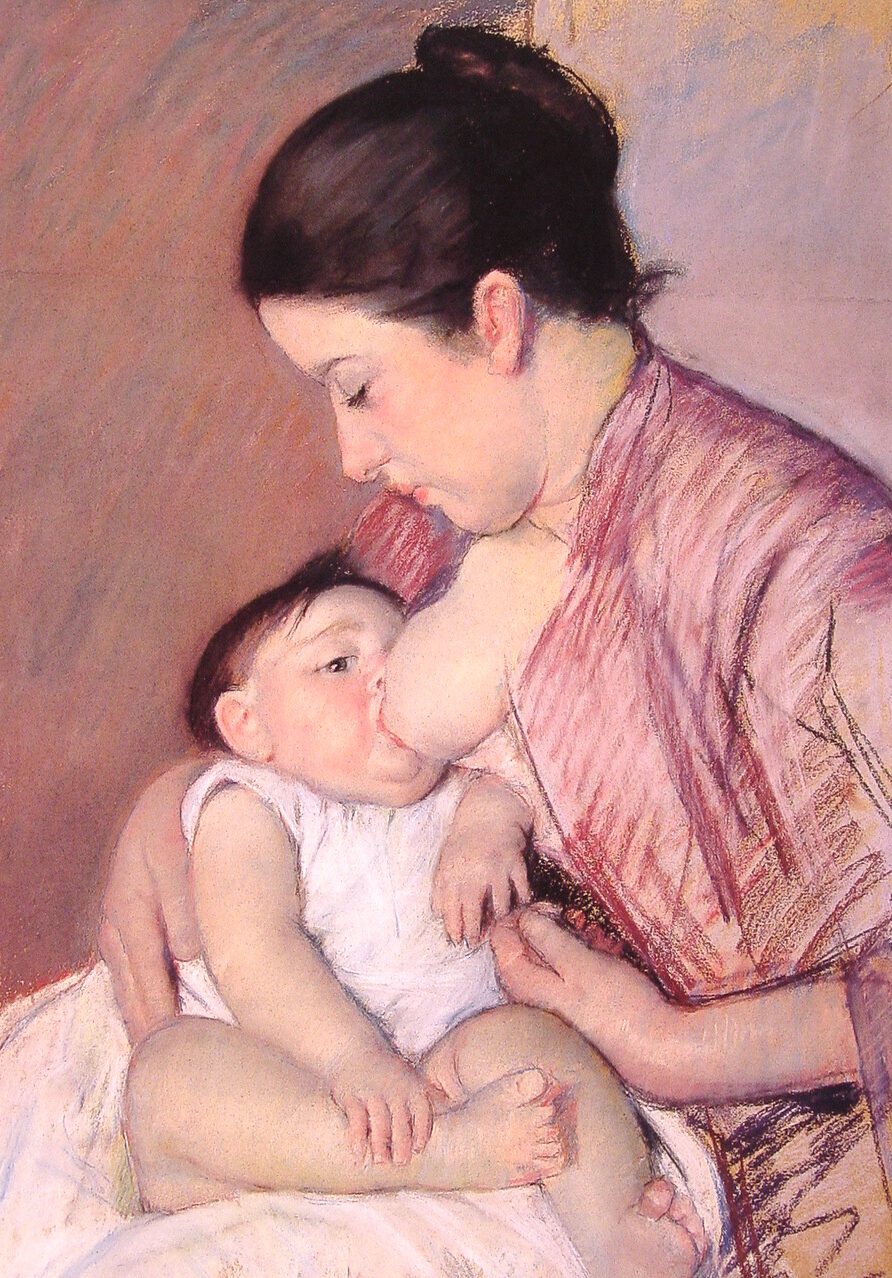

El reflujo en el lactante es una patología frecuente ya que uno de cada cinco regurgita de forma excesiva. Es además un polimorfismo clínico lo cual quiere decir que este síntoma puede ser fisiológico o patológico y dentro de este último sin importancia o grave.

## Características
Para poder diferenciar entre un RGE fisiológico o funcional a un RGE patológico, debemos prestar atención en:
- Si el crecimiento sigue los patrones normales en función de la edad (fisiológico) o si por el contrario estamos ante una malnutrición o fallo en el crecimiento.
- Si no nos encontramos con ninguna complicación o por el contrario si las tiene como esofagítis o trastornos respiratorios.
- Saber cual es la frecuencia y la duración del reflujo es decir, desde cuando regurgita el lactante.
- Otro factor clave es la edad del niño: si tenemos un niño menor de 2 años tiene mayor probabilidad de tener una RGE fisiológico en vez de si es mayor de 2 años la cual tendrá mayor probabilidad de tener una RGE patológica.

## RGE Evolución
El reflujo funcional es benigno y desaparece espontáneamente a la edad de 12-18 meses. El reflujo patológico también tiende a la mejoría con la edad, aunque un 10% de los niños permanece con reflujo en la edad adulta. En el niño mayor, raramente se resuelve el reflujo.

## Recomendaciones ante un RGE fisiológico
En primer lugar, asegurarnos que estamos ante un RGE fisiológico (debe ser visto por un profesional sanitario) una vez hecho esto fomentar la lactancia materna exclusiva. Si esto no es posible, podemos barajar las ideas de las fórmulas anti regurgitantes AR que consisten en aumentar el espesor de los biberones con el fin de impedir la subida de la leche. También podemos optar por la nutrición parenteral continua o nocturna. (Todo esto será tratado por un pediatra o un enfermero).
En lo que respecta a los niños, pues además de acudir a su pediatra deberá evitar la ingesta de chocolate, gas, picantes, cafeína, etc. y evitar el humo del tabaco.

## Tratamiento postural
Lactante: posición prona (solo en el caso de que el riesgo de complicaciones del RGE sobrepase el riesgo de síndrome de muerte súbita del lactante).
Niño: Elevación de la cabecera de la cama, dormir apoyado sobre el lateral derecho.

## Referencia bibliográfica
Nelson Textbook of Pediatrics e-edition, 18th Edition. 2007 ISBN 1416040048
- Datos: Q6103487